# Els verbs conjugats
Els verbs conjugats popularment conegut com a Xuriguera en honor de l'autor Joan Baptista Xuriguera (fou un escriptor, traductor i filòleg català) és un diccionari gramatical de l'Editorial Claret que a partir de 120 conjugacions model ensenya a conjugar més de 8.800 verbs del català inclosos en el DIEC, actuant, per tant, com a complement d'aquest. Aquest llibre ha aconseguit vendre més d'un milió d'exemplars, cosa que s'explica per ser de butxaca, barat, i haver-se convertit en una eina recurrent de l'estudi del català tant per als escolars que ja el parlen com per als estrangers que el volen aprendre. Actualment, el llibre té més de 40 reimpressions.